# رودريغو بيمنتل
رودريغو بيمنتل (بالبرتغالية: Rodrigo Pimentel‏) هو كاتب وكاتب سيناريو برازيلي، ولد في 2 مارس 1972 في ريو دي جانيرو في البرازيل.